# ウェールズ聖公会
ウェールズ聖公会（ウェールズせいこうかい、英語: Church in Wales, ウェールズ語: Yr Eglwys yng Nghymru）は、キリスト教の一派のアングリカン・コミュニオンのひとつ。イギリスのウェールズを中心に活動する。
1920年までイングランド国教会の一部であり、ウェールズの国教はイングランド国教会だった。19世紀末から非国教会系の教派がウェールズに広まり、ほとんどのウェールズの教会は非国教会的になったが、イングランド国教会の教会しかウェールズにはなかった。20世紀初め、デイヴィッド・ロイド＝ジョージなどの非国教徒の政治家の影響があり、イギリス議会はイングランド国教会から分離独立したウェールズ聖公会を置くウェールズ聖公会法を可決した。1920年に同法の施行以降、ウェールズではウェールズ聖公会は国教の扱いを受けなくなった。
ウェールズ聖公会はイングランド国教会からも政府からも独立している。イングランド国教会最高位の聖職者であるカンタベリー大主教を全世界のアングリカン・コミュニオンの霊的指導者と認めているが、カンタベリー大主教は公式にはいかなる権限もウェールズ聖公会に対して持たない。
ウェールズ聖公会が創設される以前は、ウェールズ全体がカンタベリー大主教の監督下にあり、4つの主教区に分割されていた。
- バンゴール
- セント・アサフ
- セント・デイヴィッズ
- ランダフ

1920年、新たに2つの主教区が創設された。
- モンマス
- スウォンジー・アンド・ブレコン

ウェールズ聖公会の主教は、新たに主教を選出する主教区の代表、他の主教区の代表、他のすべての主教によって選挙で選ばれる。ウェールズ大主教は6人の主教の中から選出され、選出後はウェールズ大主教と自分の以前の任地の主教を兼職する。現在ウェールズ聖公会は、女性主教を按手していない。